# Sklodowska (månkrater)
För andra betydelser, se Sklodowska.
Sklodowska är en nedslagskrater på månens baksida. Sklodowska har fått sitt namn efter fysikern och kemisten Marie Curie.

## Satellitkratrar
| Sklodowska | Latitud | Longitud | Diameter |
| ---------- | ------- | -------- | -------- |
| A          | 14.7° S | 96.5° Ö  | 44 km    |
| D          | 13.7° S | 99.0° Ö  | 16 km    |
| J          | 19.3° S | 97.7° Ö  | 16 km    |
| R          | 18.9° S | 92.2° Ö  | 17 km    |
| Y          | 13.2° S | 95.4° Ö  | 17 km    |